# Свинска мас
Свинската мас е вид мазнина, която се отделя след термична обработка на лой или сланина на прасе. Среща се в две форми – твърда (нормално състояние) и течна (при загряване).

## Употреба
Свинската мас обикновено се използва в много кухни за готвене, подобно на кравето масло. В България в частност, свинската мас се използва широко в народната медицина, където се прилага в масажи, компреси, маски за коса, а в миналото със свинска мас са били намазвани бебетата след къпане, против подсичане на нежната кожа.
Друго важно приложение на този продукт е при приготвянето на сапун, като за целта се смесва с натриева основа (сода каустик), пълнители и аромати.
През годините българският народ е оцелял в тежки години благодарение на този продукт. Въпреки традициите, употребата в съвременната кухня сравнително е намаляла, основно поради здравни проблеми, породени от намаления метаболизъм на наситените мазнини. Това е причина съдържанието в хранителните продукти на свинска мас често да има негативен образ.
Въпреки това много съвременни готвачи я използват широко при приготвяне на тестени изделия, а в българската национална кухня се използва за подобряването на вкуса на някои традиционни ястия, като свинско със зеле, капама и др., като вкусът на ястието, приготвен със свинска мас, е много по-качествен. Кулинарните качества на свинската мас варират до известна степен в зависимост от породата на свинята, от която мазнината е добита, и от това как е била добита.
Свинската мас има специфичен вкус, което я прави идеална за използване в тестени изделия, като приготвените с нея продукти имат влажна и характерна коричка и аромат. Поради религиозни причини свинска мас не се употребява от хора, изповядващи ислям или юдаизъм.

## Производство на свинска мас
Свинска мас може да бъде получена от всяка част на свинята, където е налице висока концентрация на мастната тъкан. Най-висока концентрация има във висцералната мастна тъкан, наречена още лой, намираща се около бъбреците и вътре в стомашната кухина. Следващото най-високо съдържание на свинска мас е в така наречената сланина – мастна тъкан, намираща се между гърба, кожата и мускулите на прасето. Най-ниската степен на мазнини има меките тъкани в коремната кухина, например булото, което обгражда околните храносмилателните органи, като например тънките черва, но булото често се използва директно като продукт, в който се увиват за печене по-постно месо или се използва за производство на пастет.
Свинската мас може да се използва и в двете си характерни състояния: течно или твърдо. С разтопена мас се задушават зеленчуци при висока температура. При варене свинската мас се отделя на повърхността поради факта, че не се разтваря във водата. Често тази мазнина може да бъде събрана в домашни условия след изстиване на течността, или да бъде отделена чрез промишлена центрофуга при по-мащабно производство. Твърдата мас трябва да бъде изложена на силен огън (тиган или фурна), без наличието на вода (процес, подобен на пърженето на бекон). Разтопена, свинската мас е с по-неутрален вкус, по-светъл цвят и висока точка на задимяване.
Промишлено произведената свинска мас, може да се открие в супермаркетите. За да се подобри стабилността при стайна температура, маста често е преминала „хидрогениращ“ процес, който не бива да се бърка с частичното „хидрогениране“ на растителни масла, при които създава нездравословен добив на трансмазнини. Хидрогенираната свинска мас, която се продава на потребителите, обикновено съдържа по-малко от 0,5 грама трансмазнини на 13 грама тегло, и често е обработена с белилни и дезодориращи агенти, емулгатори и антиоксиданти. Тези процедури се извършват с цел да се предотврати развалянето на продукта (необработена, свинската мас трябва да бъде съхранявана на студено, за предотвратяване на гранясването).
В България и много страни по света свинска мас се добива в домашни условия предимно от домашно гледани животни, като се търси по-високо качество на свинската мас, така се добива и от занаятчийски производители, които го правят само от сланината върху гърба на животното.
Вторичен продукт от добива на свинска мас чрез пържене е вид сухи пържени меса, части от кожата и тъканите, известен като пръжки.

## История и културни цели
Свинската мас винаги е била важна част от кухните на много народи, като дълги години се е използвала за готвене и печене, най-вече в региони, където свинското месо е важен елемент в храната, а мазнината от свинете често е толкова ценен продукт, колкото и месото им.
През 19 век маста е използвана като заместител на маслото в Северна Америка и редица европейски страни. Свинската мас се е използвала широко в началото на ХХ век и е широко използвана като заместител на маслото по време на Втората световна война. Тъй като е била лесно достъпна и благодарение на факта, че е страничен продукт на съвременното свинепроизводство, свинската мас е били по-евтина в сравнение с повечето растителни масла, преди индустриалната революция да направи растителните масла по-често използвани и по-достъпни.
До края на ХХ век свинската мас започва да се счита за по-нездравословна от растителните масла (като зехтин и слънчогледово масло) поради високата си концентрация на наситени мастни киселини и съдържанието на холестерол. Въпреки репутацията си, маста има по-малко наситени мазнини, повече ненаситени мазнини, холестерол и по-малко, отколкото същото количество, в кравето масло. За разлика от много маргарини и мазнини за производство на сладкиши, дехидратираната мас не съдържа трансмазнини.
Свинската мас също така се смята за храна за бедните.
Много ресторанти в западните държави са премахнали изцяло използването на свинска мас в кухните си, защото противоречи на някои религиозни вярвания, а и свързаните със здравето диетични ограничения на много от своите клиенти. Много промишлени тестени изделия, за които е характерно използването на този продукт, са го заместили с говежда мас, за да се компенсира липсата на мекота в много печени изделия, и за да продължи свободното им производство като хранителни продукти, без да бъдат засегнати от диетични ограничения.

## Хранителна стойност
Свинската мас е една от малкото хранителни масла с относително висока точка на задимяване, което се дължи на високото съдържание на наситени мазнини. Чистата свинска мас е особено полезна за готвене, тъй като отделя малко дим при нагряване и има различни вкусове, когато се комбинира с други храни. Много готвачи и майстори на тестени изделия считат свинската мас за по-добра за готвене, пред хидрогенираните мазнини, поради широката вкусова гама на този продукт.
|                                              | Общо мазнини | Наситени мазнини | Мононенаситени мазнини | Полинаситени мазнини | Точка на задимяване |
| Втвърдена растителна мазнина (хидрогенирана) | 71 g         | 23 g             | 8 g                    | 37 g                 | 182 °C              |
| Слънчогледово олио                           | 100 g        | 10 g             | 20 g                   | 66 g                 | 232 °C              |
| Соево олио                                   | 100 g        | 16 g             | 23 g                   | 58 g                 | 232 °C              |
| Фъстъчено олио                               | 100 g        | 17 g             | 46 g                   | 32 g                 | 232 °C              |
| Зехтин                                       | 100 g        | 14 g             | 73 g                   | 11 g                 | 216 °C              |
| Свинска мас                                  | 100 g        | 39 g             | 45 g                   | 11 g                 | 188 °C              |
| Околобъбречна лой                            | 94 g         | 52 g             | 32 g                   | 3 g                  | 200 °C              |
| Краве масло                                  | 81 g         | 51 g             | 21 g                   | 3 g                  | 177 °C              |

## Спорт
Подобно на състезанията по борба в Турция („мазни борби“), където борците се мажат със зехтин и се борят, в САЩ се провежда състезание, което само по себе си е опит да се изкатери каменен стълб, намазан обилно със свинска мас.